# 89

## Nașteri
- dată necunoscută: Arrian  (d. 175)

## Decese
- dată necunoscută: Policarp I al Bizanțului episcop al Bizanțului din 69 până în 89 d.Hr. (n. ?)